# Indigofera chuniana
Indigofera chuniana är en ärtväxtart som beskrevs av Franklin Post Metcalf. Indigofera chuniana ingår i släktet indigosläktet, och familjen ärtväxter. Inga underarter finns listade i Catalogue of Life.